# Macdunnoughia
Macdunnoughia är ett släkte av fjärilar som beskrevs av Andrzej Samuel Kostrowicki 1961. Macdunnoughia ingår i familjen nattflyn, Noctuidae.

## Dottertaxa tillMacdunnoughia, i alfabetisk ordning[1][2]
- Macdunnoughia confusa (Stephens, 1850), Droppmetallfly
- Macdunnoughia crassisigna (Warren, 1913)
- Macdunnoughia hybrida Ronkay, 1986
- Macdunnoughia purissima (Butler, 1878)
- Macdunnoughia tetragona (Walker, 1857)

## Bildgalleri

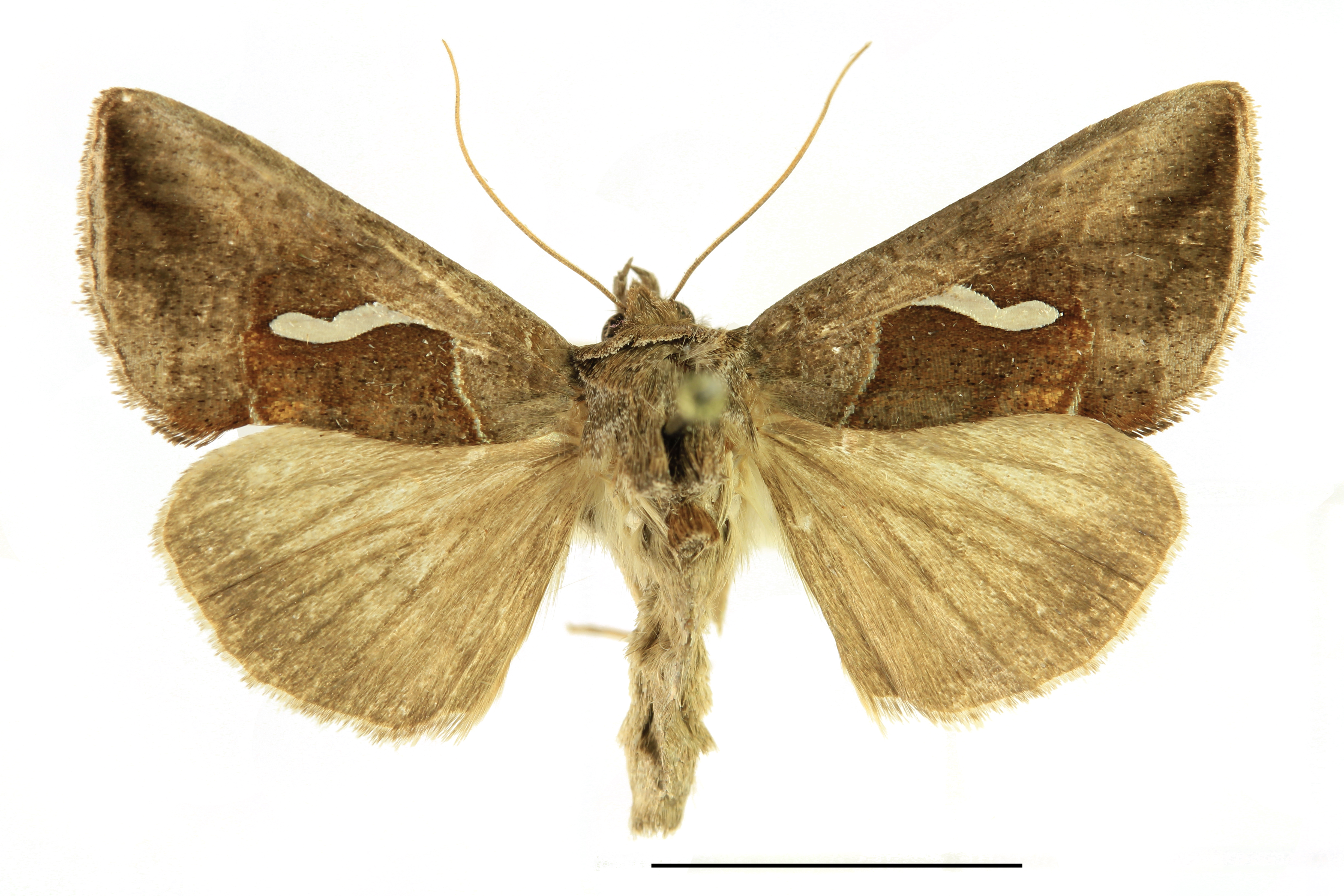
Droppmetallfly, Macdunnoughia confusa
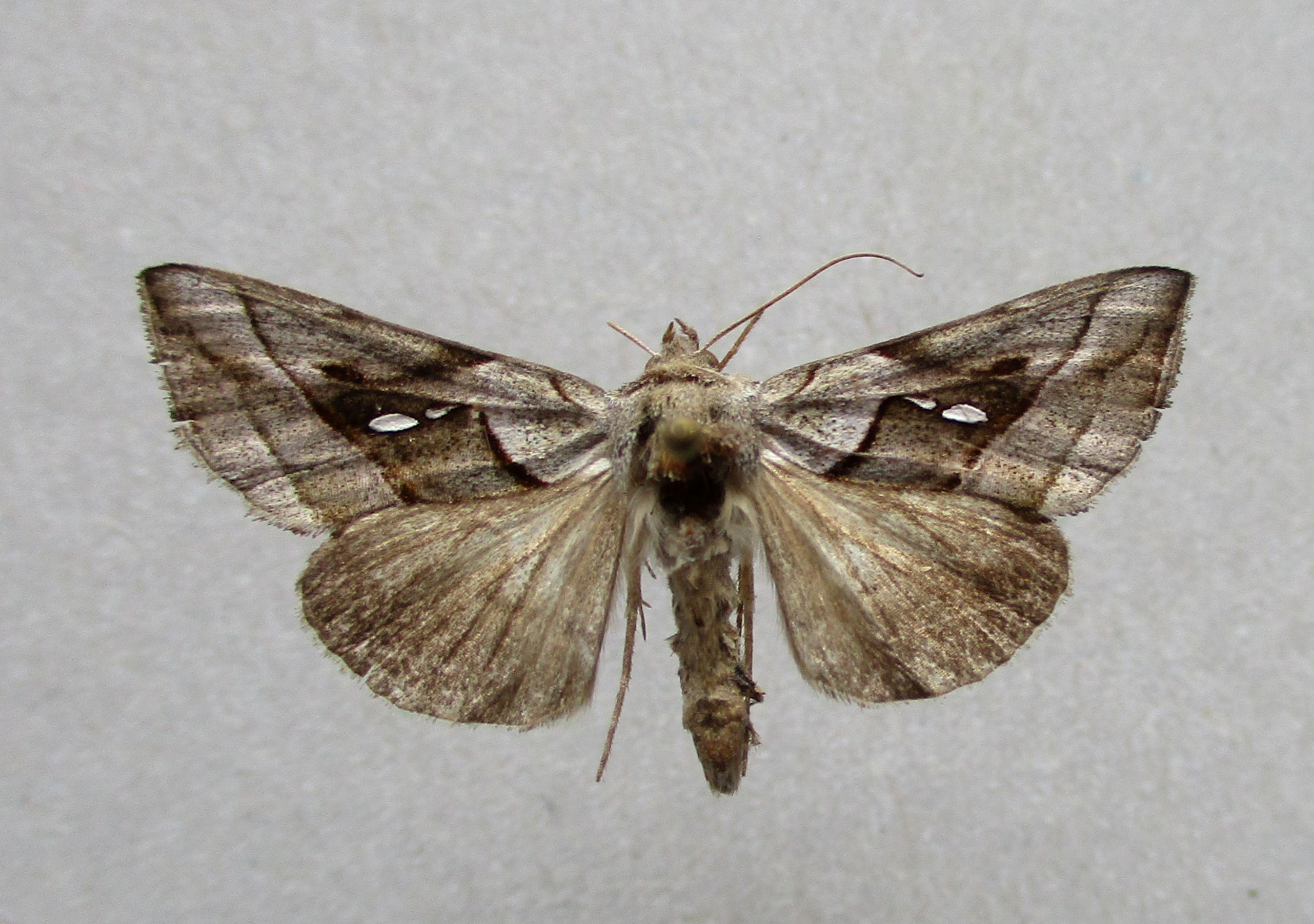
Macdunnoughia purissima
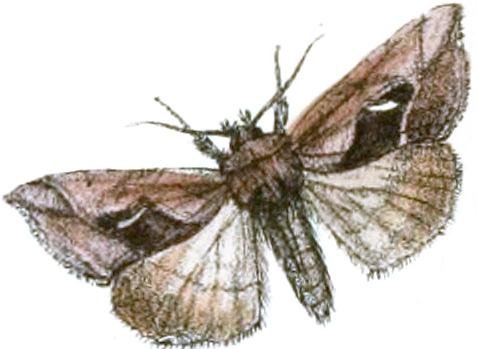
Macdunnoughia tetragona